# Hans Lachmann-Mosse
Hans (John Rudolf) Lachmann-Mosse, fino al 1911 Hans Lachmann (Berlino, 9 agosto 1885 – Oakland, 18 aprile 1944), è stato un editore tedesco. Negli anni della Repubblica di Weimar diresse l'impero mediatico di Rudolf Mosse, a cui apparteneva tra gli altri il Berliner Tageblatt. Era il padre dello storico George Mosse.

## Direttore della casa editrice Mosse
Hans Lachmann nacque a Berlino il 9 agosto 1885 da Georg Lachmann, proprietario di una fonderia di ottone, e Hedwig Sara Fannij Eltzbacher. Nel 1910, dopo aver interrotto gli studi di legge a Friburgo e Berlino, entrò a far parte della casa editrice di Rudolf Mosse come contabile. Nel 1911 sposò l'unica figlia di Mosse, Felicia, e aggiunse il cognome di lei al proprio. Come suo suocero, Lachmann-Mosse praticava l'ebraismo riformato, era convinto della sua integrazione nella società tedesca ed era politicamente liberale e socialmente filantropico.
Intervistato nel 1922 dal giornale ebraico di New York, l'Hebrew Standard, Lachmann-Mosse liquidò l'obiettivo di uno Stato ebraico come una «impossibilità fisica, economica e politica» e sostenne: «la propaganda sionista rende molto più difficile per le pubblicazioni di Rudolf Mosse, in particolare per il Berliner Tageblatt, combattere gli antisemiti».
Durante la rivolta spartachista del gennaio 1919, la Mossehaus, sede degli uffici editoriali nel centro di Berlino, fu occupata dai rivoluzionari marxisti. Secondo suo figlio Gerhard (George Mosse), Lachmann-Mosse passò la notte nell'edificio a discutere con Rosa Luxemburg e riuscì a far stampare e consegnare il Tageblatt del giorno successivo. In seguito Lachmann-Mosse ricordò Luxemburg come la donna più interessante che avesse mai incontrato.

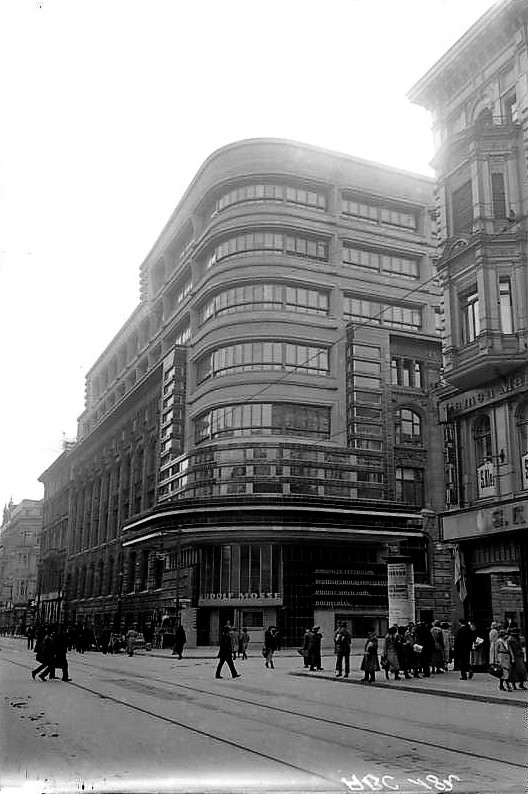
La Mossehaus (1923) nel quartiere della stampa di Berlino

Nel 1923 Lachmann-Mosse incaricò l'architetto Erich Mendelsohn di ridisegnare la Mossehaus. Il disegno degli angoli di Mendelsohn, l'uso di listelli ed elementi scolpiti nella finestratura, ha conferito all'edificio una forma aerodinamica e futuristica e lo ha reso iconico. La Mossehaus è stata restaurata negli anni 1990.

## Avvento del regime nazista ed emigrazione
Nell'aprile 1933 Lachmann-Mosse partì per Parigi per sfuggire non solo al nuovo regime hitleriano, ma anche ai suoi creditori. Sulla scia della crisi economica mondiale del 1929, questi avevano sottoposto a pignoramento la casa editrice di Berlino l'autunno precedente. Da Parigi fece convertire il gruppo editoriale in fondazione e sospese tutti i pagamenti. In merito agli scopi della fondazione scrisse ai suoi dipendenti: «Non voglio beneficiare di nulla. Tutto il frutto che l'albero porterà dovrebbe appartenere alle vittime della guerra» [a cui aveva partecipato come soldato].
La manovra non riuscì a prevenire l'insolvenza della casa editrice e il regime colse l'occasione per forzarne il trasferimento di proprietà. Tuttavia, Lachmann-Mosse ricevette a Parigi l'invito di Hermann Göring a continuare a lavorare come direttore commerciale del Berliner Tageblatt con lo status protettivo di ariano onorario (Ehrenarier). Lachmann-Mosse respinse l'offerta e non tornò mai più in Germania. Suo figlio Gerhard (George Mosse) sospettò che il movente di Göring fosse strappare il controllo della rete di agenzie di stampa e uffici stranieri rimasti in possesso della famiglia.
Con la moglie e i figli trasferiti in Svizzera, Lachmann-Mosse ottenne il divorzio e sposò la sua amante Karola Margarete Strauch (Bock). Dopo l'invasione tedesca della Francia nel giugno 1941, riuscì ad emigrare negli Stati Uniti attraverso il Portogallo.
Lachmann-Mosse morì il 17 aprile 1944 a Oakland, in California, dove si era guadagnato, come a Berlino, la reputazione di generoso mecenate delle arti. Gli sopravvissero sua moglie Karola Lachmann-Mosse (Strauch) (1898-1982), la sua ex moglie Felicia Lachmann-Mosse (1888-1972) e i loro figli: Hilde Mosse (1912-1982), pediatra e psichiatra infantile americana; Rudolf Lachmann-Mosse (1913-1958); George Mosse (1918-1999), eminente storico americano del nazionalsocialismo.